# Lalovo
Lalovo (ukrajinsky Лалово, maďarsky Beregleányfalva) je obec ve vesnické komunitě Vyšný Koropec (ukrajinsky Верхній Коропець), v mukačevském okrese Zakarpatské oblasti Ukrajiny. V roce 2025 zde žilo 965 obyvatel. Součástí obce je ves Berezinka.

## Historie
Obec je poprvé zmíněna v listině z roku 1378 a poté v listině z roku 1465 jako Lanfolvo – Panenská ves. V roce 1566 byla tato vesnice zničena Tatary. V 17. století se sem přistěhovali němečtí osadníci, aby zvýšili počet obyvatel. V 18. století mělo Lalovo na nějakou dobu privilegia města.
Do uzavření Trianonské smlouvy bylo Lalovo součástí Uherska, poté bylo součástí Československa. Za první československé republiky zde byl obecní notariát a poštovní úřad. Od roku 1945 bylo Lalovo součástí Ukrajinské sovětské socialistická republiky, která byla jednou ze svazových republik Sovětského svazu, nakonec od roku 1991 je součástí samostatné Ukrajiny.